# Литературно-мемориальный музей Ф. М. Достоевского (Новокузнецк)
Литературно-мемориальный музей Ф. М. Достоевского (Новокузнецкий литературно-мемориальный музей Ф. М. Достоевского) — один из семи музеев писателя на территории бывшего СССР и единственный на юге Кузбасса литературный музей, расположенный в исторической части города Новокузнецка по ул. Достоевского (до 1901 года — ул. Полицейская) в доме № 40, где в 1857 году жил Федор Михайлович Достоевский.
В 2008 году по итогам народного голосования музей получил статус одного из 7 чудес Новокузнецка, а в 2014 году включён в «Золотое кольцо Кузбасса».

## История
Достоевский и Кузнецк
В 1854 году, когда писатель был направлен на поселение в Семипалатинск, произошло его знакомство с губернским секретарем Александром Ивановичем Исаевым и его женой Марией Дмитриевной. После переезда их в мае 1855 года в Кузнецк и последовавшей вскоре смерти мужа Исаевой М. Д. зародившееся чувство Достоевского к ней переросло в пылкую любовь.
Ф. М. Достоевский бывал в Кузнецке Томской губернии трижды, в 1856—1857 годах. В свой последний приезд он 6 февраля 1857 года обвенчался в Одигитриевской церкви города Кузнецка (сожжена в 1919 году партизанами-роговцами, в 1929 году разобрана) со своей возлюбленной и прожил в доме по ул. Полицейской, который в 1855—1857 гг. М. Д. Исаева снимала у портного М. Д. Дмитриева, около двух недель после свадьбы. В общей же сложности он провёл в городе 22 дня.
Здания музея
- Мемориальный дом, расположенный в исторической части города в районе старого Кузнецка — памятник истории и культуры республиканского значения (Постановление Совета Министров РСФСР от 4 дек. 1974 г. № 624. Охранное обязательство на памятник истории и культуры федерального значения № 25 от 18.08.2009 г. «Дом, в котором в 1857 г. жил писатель Достоевский Федор Михайлович»).

Прямоугольный в плане одноэтажный бревенчатый дом под четырёхскатной, вальмовой крышей построен в первой половине XIX века и представляет собой традиционный тип дома того времени. Принадлежал дом Соловьеву-Дмитриеву, с которым Ф. М. Достоевский был знаком по каторге, которую отбывал по делам петрашевцев в Омской тюрьме.
- Дом Байкалова (1870-е гг.) по ул. Достоевского, 29 — памятник архитектуры и градостроительства регионального значения (20.12.2007 г.).

Дом выполнен в традициях сибирского деревянного зодчества: 2-х этажный, рубленный «в обло», окна первого и второго этажа прямоугольной формы с наличниками. Назван по имени последнего его владельца до революции Байкалова Николая Степановича — управляющего всеми золотыми приисками Балыксинской системы, затем — уполномоченного «Южно-Алтайского золотопромышленного дела», а после переезда в Кузнецк еще до февраля 1917 года — работающего в Копикузе.
Создание музея
Первым шагом к увековечиванию памяти великого русского писателя в Кузнецке было переименование в 1901 году улицы Полицейской, где располагался дом, в котором в 1856—1857 гг. бывал литератор, в улицу Достоевского. В марте 1918 года 2-й съезд рабочих и крестьянских депутатов принял решение об открытии в этом доме музея и библиотеки, которые просуществовали до 1924 года, и лишь в 1962 году в доме появилась мемориальная комната и библиотека-читальня.
Официальной датой открытия литературно-мемориального музея Ф. М. Достоевского в Новокузнецке принято считать 17 мая 1980 года, когда на улице Достоевского в мемориальном доме № 40 был открыт филиал краеведческого музея — Литературно-мемориальный музей Ф. М. Достоевского, экспозиция которого в то время состояла из двух основных частей: мемориальной комнаты и литературной экспозиции.
1 марта 1991 года филиал получил статус самостоятельного учреждения культуры и дополнительное здание в управление напротив мемориального дома (ул. Достоевского, 29) — дом купца Н. С. Байкалова, являющийся памятником регионального значения.

## Экспозиция
В 1996 году в мемориальном доме Достоевского создана постоянно действующая уникальная экспозиция «Кузнецкая путеводительница», авторами которой явились московские специалисты экспериментальной Лаборатории музейного проектирования Российского института культурологии, среди которых известный музеолог Т. П. Поляков — автор более 60 концепций и сценариев музейных экспозиций. Экспозиция отражает «кузнецкую драму» писателя в трех направлениях — биографическом, литературном и философском — и состоит из 5 залов: «Дорога» — о несостоявшейся казни Ф. Достоевского и перипетиях его непростого каторжного периода; «Кузнецкий пятачок» («Уездный Кузнецк») — о тогдашнем Кузнецке; «Салон госпожи Москалевой» («Мордасовский салон») — об обществе Кузнецка того времени с его пересудами, повышенным вниманием к новым людям; «Треугольник» («Эго») — о противостоянии добра и зла в человеке с рассказом о любовном треугольнике (Исаева, Достоевский и Вергунов); «Венчание», в котором представлены многие интересные документы, в том числе трогательная записка с расходами на свадьбу. В фондах музея хранятся также копии записей о венчании писателя в метрической книге Одигитриевского храма за 1857 год и в Обыске брачном № 17.
В доме Байкалова помимо постоянных экспозиций по творчеству писателя сотрудниками музея организуются выставки, приуроченные к юбилеям других русских писателей, и выставки из различных музеев России. В 2017—2018 гг. была проведена масштабная реставрация здания с восстановлением его внешнего декора.

## Награды
- Благодарность Президента Российской Федерации (21 апреля 2022 года) — за вклад в подготовку и проведение мероприятий, посвящённых 200-летию со дня рождения Ф.М.Достоевского[6].